# Bylandet (Stora Mickelskären, Kyrkslätt)
Bylandet är en ö i Finland. Den ligger i Finska viken och i kommunen Kyrkslätt i landskapet Nyland, i den södra delen av landet. Ön ligger omkring 28 kilometer sydväst om Helsingfors.
Öns area är 9,5 hektar och dess största längd är 0,5 kilometer i sydväst-nordöstlig riktning.